# محموديان (بشاريات الشرقي)
محمودیان (بالفارسية: محمودیان) هي قرية تقع في إيران في قسم بشاریات الشرقي الریفي. يقدر عدد سكانها بـ 525 نسمة .